# Mongol de Kokonour
Le mongol de Kokonour (en mongol littéraire, Degedü Mongγol aman ayalγu, le dialecte des Mongols Deed) est un dialecte  mongol de l'oïrate parlé dans le Nord de la province du Qinghai (Kokonour étant le nom du lac Qinghai en mongol), en Chine.
Les Oïrats de Kokonour sont des Mongols Deed comme ceux qui parlent le mongol de Henan.

## Phonologie

### Voyelles
|         | Antérieure  | Centrale | Postérieure |
| ------- | ----------- | -------- | ----------- |
| Fermée  | i [i] y [y] |          | ʊ [ʊ]       |
| Moyenne | e [e]       |          | ø [ø]       |
| Ouverte | æ [æ]       | a [ɑ]    | ɔ [ɔ]       |

Les voyelles sont aussi longues.

## Phonétique historique
le tableau montre les particularités du mongol de kokonour par rapport au mongol littéraire.
| français       | mongol de Kokonour | mongol littéraire |
| -------------- | ------------------ | ----------------- |
| homme          | erkětæː            | eregtei           |
| chien          | nɔxɑː              | noqai             |
| différence     | ilɑː               | ilaγ-a            |
| quarante       | detʃ               | döči              |
| cœur           | ʣyrk               | jirüke            |
| blanc          | tsɑɢɑːn            | čaγan             |
| répliquer      | xæryːlx            | qariγulaqu        |
| amère          | ɢɑʃʊːn             | γasiγun           |
| sortit (verbe) | ɢɑrtʃeː            | γarčei            |
| ami            | nøkyr              | nökür             |
| œil            | nydy               | nidü(n)           |
| herbe          | øwysy̌              | ebesü(n)          |
| sud            | øwyr               | öbür              |